# Robert Thomson Leiper
Robert Thomson Leiper est un médecin écossais, né le 17 avril 1881 à Kilmarnock et mort le 21 mai 1969.

## Biographie
Il étudie la biologie et la médecine à l’université de Birmingham puis à celle de Glasgow où il obtient son titre de Bachelor of Medecine, Bachelor of Surgery et Bachelor of Sciences en 1904. Il obtient son Doctor of Science en 1911 et son titre de Doctor of Medicine en 1917.
Il rejoint en 1905 la London School of Tropical Medicine et y fonde le département d’helminthologie. Il voyage au Ghana en 1905, l’Égypte et l’Ouganda en 1907, le Nigéria en 1912 et la Chine et le Japon en 1914. Il se marie en 1908 avec Ceinwen Jones, union dont naîtra un fils et deux filles. Durant la Première Guerre mondiale, il sert en Égypte avec le rang de lieutenant-colonel et travaille notamment sur la transmission de la schistosomiase et découvre l’escargot vecteur de ce parasite. Peu de temps après, il obtient la chaire d’helminthologie de l’université de Londres, poste qu’il occupe jusqu’à son départ à la retraite en 1946.
Leiper est le fondateur du Journal of Helminthology et de l’Helminthological Abstracts. Il dirige en outre l’institut de parasitologie agricole de Saint-Albans. Parmi ses nombreuses découvertes, citons celle de l’insecte vecteur de Loa loa.
En 1921, il devient membre de la Royal Society et est fait en 1941 compagnon de l'ordre de Saint-Michel et Saint-Georges.

## Source
- David I. Grove, A History of Human Helminthology, Red-c2.com, 2000  (ISBN 1-876809-08-6)